# Isabelle Gulldén

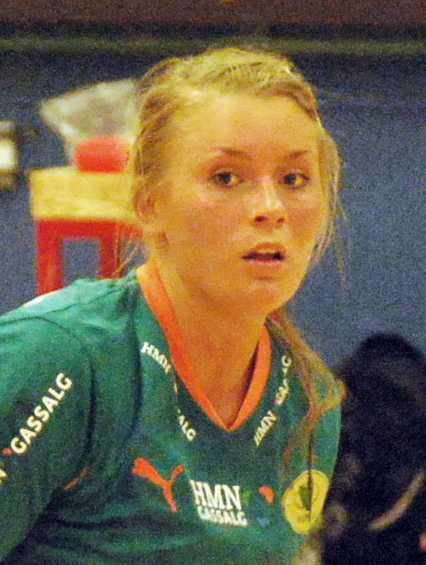
Isabelle Gulldén med Viborg HK, i september 2011.

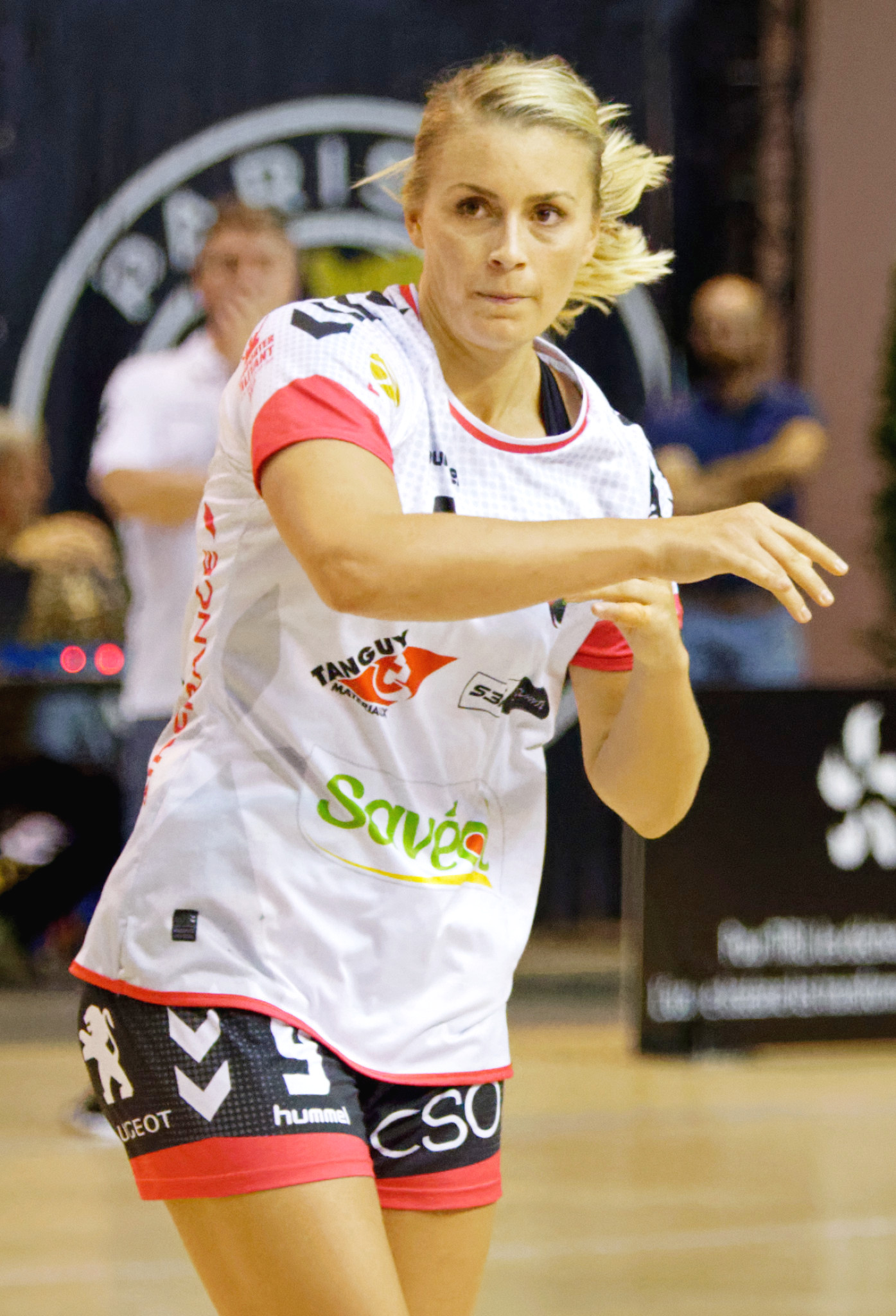
Isabelle Gulldén med Brest Bretagne, i september 2018.

Isabelle Therese "Bella" Gulldén, född 29 juni 1989 i Sävedalen i Partille kommun, är en svensk tidigare handbollsspelare (mittnia), som sist spelade i Lugi HF. Gulldén debuterade i svenska landslaget 2007 och utvecklades med tiden till en av världens främsta handbollsspelare. En av hennes styrkor var hennes straffskytte. Hon hann med att spela 224 landskamper (fjärde flest i damlandslaget) och göra 846 landslagsmål (tredje flest i damlandslaget), innan hon den 15 december 2020 avslutade landslagskarriären. 2025 avslutade hon karriären även inom klubbhandboll.
Gulldén utsågs till Årets handbollsspelare i Sverige av Svenska Handbollförbundet säsongerna 2011/2012, 2013/2014, 2016/2017 och 2017/2018. Fyra utmärkelser är fler än någon annan svensk damhandbollsspelare.

## Karriär

### Bakgrund och tidiga år
Under uppväxten prövade Isabelle Gulldén på en mängd olika idrotter, inklusive brottning som både fadern Peter och farbrodern Christer Gulldén tävlade i.
Gulldén inledde sin handbollskarriär i IK Sävehof, och hon blev Årets komet 2008. Gulldén debuterade i seniorlaget som 17-åring säsongen 2006/2007 och vann SM-guld med klubben redan under det första året. Sävehof dominerade vid den här tiden svensk damhandboll och vann bland annat alla seriematcher två säsonger i rad – 2007/2008 och 2008/2009. SM-finalen 2008 slutade med skräll, där Skövde HF blev svenska mästare. De kommande tre säsongerna var Gulldén med om att vinna tre raka SM-guld: 2009, 2010 och 2011.

### Utlandsproffs
Sommaren 2011 blev Gulldén utlandsproffs i danska Viborg HK. Första säsongen började bra, men i oktober drabbades hon av en fraktur på båtbenet; detta resulterade i en två månader långt konvalescens. Säsongen avslutades med förlust i finalen av Cupvinnarcupen mot FTC-Rail Cargo Hungaria. I Danmark vann man serien och det följande slutspelet. Finalmotståndare var Randers HK, och Viborg och Gulldén blev därmed danska mästare. 
Säsongen 2012/2013 slutade utan några titlar, men Gulldéns tredje säsong (2013/2014) i Viborg slutade desto bättre. Laget började med att innan årsskiftet vinna danska cupen, sedan ligan, Cupvinnarcupen (finalseger mot ryska Zvezda Zvenigorod) och avslutade med att bli danska mästare igen. Det var Gulldéns andra och klubbens 14:e DM-guld.
2015 gick Gulldén till storsatsande CSM București i Rumänien, som redan hade landslagskollegan Linnea Torstenson i laget. Laget vann Champions League 2015/2016 med Gulldén som nyckelspelare. Gulldén vann Champions Leagues skytteliga. I finalen gjorde Gulldén 15 mål, varav 9 på straff, när man slog Győri ETO KC med 29–26.
Våren 2018 värvades Gulldén av det franska laget Brest Bretagne. Det skrivna kontraktet, som enligt uppgift skulle göra henne till en av de mest välbetalda kvinnliga handbollsproffsen, gällde på tre år. I laget spelade då redan den svenska landslagsmålvakten Filippa Idéhn. Efter EM 2018 i Frankrike i december gjorde Gulldén ett spelavbrott resten av säsongen på grund av graviditet.
Senvintern 2021 skrev Gulldén på ett tvåårskontrakt med norska elitlaget Vipers Kristiansand.

### Hemvändande
Februari 2022 meddelades att Gulldén brutit kontraktet med Vipers Kristiansand i förtid. Hon hade skrivit på för Lugi HF inför säsongen 2022/2023, där hon också kom att arbeta inom föreningen som bland annat utvecklingsansvarig.
Våren 2025 avslutade Gulldén sin karriär på klubbnivå. Hennes sista match med Lugi var en cupmatch under augusti året före. Därefter inledde hon en verksamhet som assisterande tränare för Sävehofs damlag.

### Landslagskarriär
Isabelle Gulldén debuterade i Sveriges landslag den 23 november 2007 vid en landskamp mot Tyskland. Hon mästerskapsdebuterade för landslaget vid OS 2008 i Peking. Därefter deltog Gulldén i samtliga mästerskapsturneringar Sverige kvalificerade sig till, totalt 15 stycken med EM 2020 som det sista mästerskapet. Efter att Sverige spelat sin sista match i EM 2020 stod det klart att Gulldén avslutar sin landslagskarriär.
Under landslagskarriären gjorde hon totalt 846 mål på 224 matcher.

## Spelstil, meriter och övriga aktiviteter
Isabelle Gulldén sköt ofta lagets straffar i klubb- och landslagssammanhang. När Sverige vid EM 2014 tog brons gjorde Gulldén mål på alla 27 straffläggningarna. Del i Gulldéns skicklighet som straffskytt var enligt henne själv hennes pojkvän Linus Persson, som varit handbollsmålvakt. De två blev i juli 2019 föräldrar till en son. År 2020 gifte hon sig med Linus, som också tog efternamnet Gulldén. Hösten 2023 kom parets andra barn.
Vid EM 2014 vann Gulldén både skytteligan och utsågs till turneringens mest värdefulla spelare (MVP). I en omröstning om "Damelitseriens bästa spelare genom tiderna" av tidskriften Match blev Gulldén rankad som bästa spelare, med fyra gånger fler röster än tvåan Nathalie Hagman.
Isabelle Gulldén var sommarpratare i radioprogrammet Sommar i P1 den 6 juli 2019.

## Meriter

### Med klubblag
Internationella titlar
- Champions League 2016 med CSM București och 2022 med Vipers Kristiansand
- Cupvinnarcupmästare 2014 med Viborg HK

Nationella titlar
- Svensk mästare fyra gånger (2007, 2009, 2010 och 2011) med IK Sävehof
- Dansk mästare 2014 med Viborg HK
- Dansk cupmästare två gånger (2011 och 2013) med Viborg HK
- Rumänsk mästare tre gånger (2016, 2017 och 2018) med CSM București
- Rumänsk cupmästare tre gånger (2016, 2017 och 2018) med CSM București
- Fransk mästare (2021) med Brest Bretagne HB
- Fransk cupmästare (2021) med Brest Bretagne HB
- Norsk seriesegrare (2022) med Vipers Kristiansand
- Norsk slutspelssegrare (2022) med Vipers Kristiansand
- Norgesmesterskapet (2021) med Vipers Kristiansand

### Med landslaget
- OS 2008 i Peking: 8:a
- EM 2008 i Makedonien: 9:a
- VM 2009 i Kina: 13:e
- EM 2010 i Danmark och Norge:  Silver
- VM 2011 i Brasilien: 9:a
- OS 2012 i London: 11:a
- EM 2012 i Serbien: 9:a
- EM 2014 i Kroatien och Ungern:  Brons
- VM 2015 i Danmark: 9:a
- OS 2016 i Rio de Janeiro: 7:a
- EM 2016 i Sverige
- VM 2017 i Tyskland: 4:a
- EM 2018 i Frankrike: 6:a
- VM 2019 i Japan 7:a
- EM 2020 i Danmark 11:a

### Övriga utmärkelser
- Årets komet 2008[38]
- Årets handbollsspelare i Sverige fyra gånger (2011/2012, 2013/2014, 2016/2017 och 2017/2018)
- Elitseriens (1991–2016) största profil genom tiderna[36]
- Mest värdefulla spelaren (MVP) vid EM 2014[39]
- Skytteligavinnare vid EM 2014
- Skytteligavinnare vid Champions League 2015/2016
- Rumänska ligans bästa utländska spelare tre gånger (2015, 2016 och 2017)